# MSC Magnifica (schip, 2010)
De MSC Magnifica is een cruiseschip van MSC Crociere, ze is een van de nieuwste schepen van MSC.
Het schip behoort tot de Musica-klasse. Er zijn 13 dekken. Voor minder beweging heeft de MSC Magnifica stabilisatoren.